# Morgen in Alabama
Morgen in Alabama ist ein deutscher Spielfilm aus dem Jahre 1984.

## Handlung
Werner Kranz ist ein junger Auszubildender. Er verübt ein Attentat auf einen Minister. Rechtsanwalt Landau wird als Pflichtverteidiger mit dem Fall betraut. Es wird ein terroristischer Hintergrund vermutet, doch Kranz behauptet ein Einzeltäter zu sein und verweigert die Zusammenarbeit mit Landau. Landau versucht, durch eigene Ermittlungen mehr über den Fall herauszubekommen. Er hat die begründete Vermutung, dass Kranz rechtsradikale Hintermänner bei seiner Tat gehabt haben muss. Beweise, die vor Gericht haltbar wären, findet er jedoch nicht. Kranz wird schließlich freigesprochen und begeht ein weiteres Attentat, bei dem er ums Leben kommt.

## Hintergrund
Regisseur und Drehbuchautor Kückelmann ist selbst Jurist und auch seine früheren Filme spielten im Justizmilieu. Der Film Morgen in Alabama entstand vor dem Hintergrund des Bombenattentats vom Münchner Oktoberfest 1980. Der Film sollte vor einem nach Meinung der Macher sich immer umfassender organisierenden Rechtsradikalismus warnen.

## Kritiken
- Lexikon des internationalen Films: Versuch eines deutschen Politthrillers, der differenziert und kenntnisreich das Verhältnis von individueller Schuld und staatlichem Justizsystem und den ungenügenden Mitteln der Beweisermittlung und -führung darstellt. Das Bestreben des Films, seine Thesen kinogerecht aufzubereiten, fällt indes unbeholfen und klischeebeladen aus. Vor allem die Verbindung zwischen den beruflichen und privaten Problemen des Helden wirkt überfrachtet und nimmt dem Thema einiges an Brisanz.[1]

## Auszeichnungen
Der Film nahm am Wettbewerb der Berlinale 1984 teil und gewann einen Silbernen Bären. 1984 erhielt er außerdem den Deutschen Filmpreis in Silber.